# Rock in the Road
Rock In The Road là tập thứ chín, đồng thời là tập mở đầu nửa sau Phần 7 của series phim truyền hình The Walking Dead. Tập phim được phát sóng trên kênh AMC của Mỹ vào ngày 12 tháng 2 năm 2017. Khi phát sóng tại Mỹ, tập phim đã được 12,00 triệu người xem trong đó có 5,7 triệu người từ 18-49 tuổi.

## Nội dung tập
Cha xứ Gabriel lấy Kinh Thánh ra đọc khi đang gác đêm tại cổng chính của Alexandria. Sau đó, ông nhìn chằm chằm vào màn đêm, khuôn mặt lộ rõ vẻ lo lắng. Rời khỏi vị trí canh gác và bước vào trong kho đồ của cộng đồng, Gabriel vội vã cho hết vũ khí và thực phẩm vào những chiếc thùng. Quyển Kinh Thánh rơi xuống đất trong khi ông đưa bàn tay run rẩy lật qua từng trang của quyển sổ ghi chép thông tin về đồ trong kho. Gabriel đặt tất cả thùng đồ lên một chiếc xe và rời khỏi Alexandria. Một bóng người từ từ ngồi dậy từ ghế sau xe của ông.
Quay trở lại thời điểm ban ngày khi nhóm của Rick mới tới Hilltop. Anh cùng với Maggie, Sasha, Carl, Michonne, Tara, Rosita, Daryl và Jesus bước vào trong phòng của Gregory. Dù họ đã cố thuyết phục ông ta cho người dân Hilltop tham gia vào cuộc chiến chống The Saviors, nhưng với bản tính hèn nhát, Gregory kiên quyết từ chối. Ông ta bảo rằng mình chẳng nợ gì nhóm Rick cả. Ngược lại, nhóm Rick còn nợ ông ta vì đã không tiêu diệt được The Saviors như thỏa thuận, và việc Maggie cùng Sasha ở lại Hilltop dễ khiến cộng đồng ông ta gặp nguy hiểm.
Sau khi nhóm Rick bực bội rời khỏi phòng Gregory, Enid đến dẫn họ ra bên ngoài nhà Barrington, nơi một số cư dân Hilltop đang đợi. Những người này nói rằng vì mang ơn Maggie và Sasha trước đó nên sẽ tham gia chiến đấu lại The Saviors. Và mặc dù họ trước giờ chỉ quen việc trồng trọt chăn nuôi, họ sẵn sàng để được huấn luyện cách chiến đấu.
Rick cho rằng họ cần phải quay lại Alexandria trước khi The Saviors tới tìm Daryl, nhưng Jesus bảo rằng anh ấy có một chiếc bộ đàm vốn thuộc về chúng có thể giúp họ nghe lén & nắm rõ tình hình ở The Sanctuary. Jesus sau đó đề nghị nhóm Rick tới gặp mặt Ezekiel, thủ lĩnh của một cộng đồng khác mà anh biết.
Tới được phía bên ngoài cộng đồng The Kingdom, nhóm Rick được ra đón bởi Richard. Nhận ra người quen là Jesus, Richard được anh ấy kể rằng bên Rick là những người "cùng chung chí hướng". Sau một lúc chần chừ, Richard liền dẫn họ vào trong. Khi được Richard phàn nàn về việc họ cần phải triệt hạ The Saviors, Jesus trấn an rằng anh ấy sẽ được nghe thấy tin tốt hôm nay.
Vào tới bên trong The Kingdom, nhóm Rick cảm nhận được niềm hy vọng khi thấy cộng đồng này có rất nhiều người đang sinh sống và rèn luyện chiến đấu. Họ bất ngờ khi gặp lại Morgan ở đây. Khi được Rick hỏi về Carol, do đã hứa với cô ấy từ trước, Morgan liền nói dối rằng mình đã tìm được Carol nhưng mất dấu cô ấy một lần nữa khi cả hai đến The Kingdom.
Richard đưa nhóm Rick vào bên trong khu hội trường, nơi họ lần đầu diện kiến Ezekiel. Rick đi thẳng vào vấn đề bằng việc đề nghị The Kingdom hợp sức với Alexandria và Hilltop để đấu lại The Saviors. Richard cũng thúc giục Ezekiel đồng ý lời mời này trước khi kẻ địch vượt ngoài tầm kiểm soát. Tuy nhiên, khi Ezekiel hỏi ý kiến của Morgan, ông ấy lại tỏ ý muốn tìm một giải pháp nào đó ít sử dụng đến vũ lực hơn. Cuối cùng, Ezekiel bèn bảo nhóm Rick nghỉ lại The Kingdom qua đêm và sẽ có câu trả lời cho họ vào sáng hôm sau.
Trong lúc đang luyện tập giết xác sống trong rừng, Benjamin tình cờ gặp Carol. Carol khuyên cậu ấy nên về sớm vì trời sắp tối. Benjamin bảo rằng Carol cũng nên như vậy, vì Ezekiel rất quan tâm đến sự an toàn của cô. Về đến nhà, Benjamin thấy Ezekiel đang ngồi đọc sách ru ngủ cho Henry. Cậu cũng bảo Ezekiel rằng có lẽ ông nên giúp Rick chống lại The Saviors để mang đến hòa bình cho tất cả các cộng đồng.
Sáng hôm sau, Ezekiel đưa ra câu trả lời cho nhóm Rick. Ông từ chối lời đề nghị của họ và bảo rằng dù sự yên bình mà The Kingdom đang có với The Saviors không mấy thoải mái và dễ chịu, họ sẽ vẫn cố bảo toàn sự yên bình đó thay vì liều mình đánh đổi sinh mạng của người dân. Mặc dù vậy, Ezekiel vẫn tình nguyện giúp họ bằng việc cho Daryl ở lại cộng đồng của mình để tránh được sự truy tìm của Negan.
Trong lúc đang ra khỏi The Kingdom, khi Sasha bày tỏ nỗi thất vọng của mình với Rosita, cô bị Rosita lạnh lùng đáp lại rằng việc họ từng cùng ngủ chung với một người đàn ông không khiến họ trở thành bạn. Richard nói rằng anh ấy muốn gia nhập đội quân của Rick, nhưng Rick trả lời rằng họ vẫn chưa có đủ quân số để đánh được nổi một tiền đồn của địch. Richard nhận ra rằng chính các cộng đồng đang khiến The Saviors trở nên hùng mạnh hơn khi cứ cống nạp đồ cho chúng. Trước khi về, Rick dặn Daryl trong thời gian ở lại đây hãy cố thuyết phục Ezekiel đổi ý.
Trên đường về Alexandria, trong lúc đang lắng nghe qua bộ đàm những lời tưởng nhớ mà Negan dành cho Joey "béo", nhóm Rick buộc phải dừng lại khi phía trước là hàng loạt chiếc xe được xếp bởi The Saviors đang chặn kín đường đi. Khi đang di chuyển những chiếc xe để dọn lối đi, họ phát hiện ra gần đó có một cái bẫy: một sợi dây thép được căng ngang giữa đường, với mỗi đầu cột vào một chiếc xe, treo trên dây là rất nhiều thuốc nổ. Carl chợt nhớ ra rằng đây là cách mà The Saviors dùng để ngăn cản một đàn xác sống với số lượng lớn đến gần căn cứ của chúng. Do từng có kinh nghiệm, Rosita liền hướng dẫn cả nhóm tháo rời đám thuốc nổ cùng đạn súng phóng lựu để mang về làm vũ khí.
Liền sau đó, họ nghe thấy giọng Negan thông báo trông bộ đàm rằng sẽ cho quân tới Alexandria để tìm Daryl. Từ phía xa, một bầy xác sống đông đảo cũng đang đồng thời tiến đến. Rick cho rằng họ cần phải khiến cho The Saviors không nhận ra rằng đám thuốc nổ đã bị đánh cắp. Anh bảo Sasha và Jesus đi bộ về Hilltop trước rồi nhờ Rosita, Tara và Carl di chuyển những chiếc xe về vị trí cũ. Ba người họ hoàn thành xong việc này cũng vừa kịp lúc chạy về được xe của nhóm và bị bầy xác sống bao vây bên ngoài.
Cố thu thập nốt thuốc nổ trong khả năng của mình, Rick sau đó cùng Michonne ngồi lên hai chiếc xe buộc hai đầu của sợi dây thép căng ngang đường và lái ngược chiều lại đám xác sống. Họ phóng ga với tốc độ hết cỡ, khiến sợi dây cứa đứt đôi người hàng loạt walker. Cuối cùng, cả hai cùng chạy về phía xe của nhóm và vào được bên trong an toàn. Khi cả nhóm cùng rời đi, một ít thuốc nổ mà Rick bỏ lại phía sau phát nổ khi bầy xác sống tiến đến, đúng như dự tính của anh là giữ nguyên "hiện trường" để kẻ địch không nghi ngờ.
Nhóm Rick về đến Alexandria vừa đúng lúc Simon dẫn theo một nhóm quân The Saviors tới để tìm Daryl. Rick giả vờ bất ngờ và nói rằng mình hoàn toàn không biết gì về điều này. Bọn chúng sau đó lục tung cả cộng đồng lên nhưng không thấy gì. Đi qua kho vũ khí & thực phẩm, Simon nhận thấy các kệ đựng đồ đều trống trơn và nghi rằng người dân Alexandria đã đem giấu nhu yếu phẩm đi. Aaron bèn giải thích rằng họ đang trải qua giai đoạn khó khăn khi đồ kiếm được vừa phải dùng nuôi sống tất cả mọi người trong cộng đồng, vừa phải cống nạp cho The Saviors.
Sau khi The Saviors đã ra về, Rick liền hỏi Aaron và Tobin về chuyện đã xảy đến với kho đồ. Họ trả lời rằng cha xứ Gabriel đã biến mất từ đêm trước đó cùng tất cả vũ khí, thực phẩm và một chiếc xe. Rosita bực tức kết luận rằng Gabriel đã hèn nhát cướp hết đồ bỏ chạy, nhưng Rick tin rằng có một lý do khác cho việc này. Quay trở vào trong kho, họ nhìn thấy quyển Kinh Thánh của Gabriel rơi dưới đất. Lật qua từng trang của cuốn sổ ghi chép thông tin, Rick nhìn thấy một trang có ghi dòng chữ "CHIẾC THUYỀN". Nhớ ra chiếc thuyền nơi mình và Aaron từng đến lấy đồ, Rick cảm thấy khó hiểu và không biết vì sao Gabriel lại biết được chuyện này. Họ quyết định sẽ cùng nhau quay trở lại đó.
Khi Aaron đang chuẩn bị đồ để đi, Eric tới khuyên người yêu mình ở lại. Anh ấy biết rằng việc Rick cùng một vài người rời khỏi nhà hôm qua không phải để tìm nhu yếu phẩm mà để tìm cách đối phó với The Saviors. Kể cả với lần này, Eric cũng nghĩ Rick không chỉ đơn thuần là muốn đi tìm Gabriel. Anh ấy không muốn người yêu bị liên lụy trong chuyện này. Mặc dù vậy, Aaron vẫn không đổi ý.
Tới được hồ nước trước đó, nhóm Rick lần theo dấu giày của ai đó dưới nền đất. Trong lúc đang đi, họ bất ngờ bị bao vây bởi một nhóm người sống sót đông đảo cùng rất nhiều vũ khí. Rick bất chợt mỉm cười.

## Diễn viên

### Diễn viên chính
- Andrew Lincoln vai Rick Grimes
- Norman Reedus vai Daryl Dixon
- Lauren Cohan vai Maggie Rhee
- Chandler Riggs vai Carl Grimes
- Danai Gurira vai Michonne
- Melissa McBride vai Carol Peletier
- Lennie James vai Morgan Jones
- Sonequa Martin-Green vai Sasha Williams
- Alanna Masterson vai Tara Chambler
- Josh McDermitt vai Eugene Porter*
- Christian Serratos vai Rosita Espinosa
- Jeffrey Dean Morgan vai Negan**
- Seth Gilliam vai Gabriel Stokes
- Ross Marquand vai Aaron
- Austin Amelio vai Dwight*
- Tom Payne vai Paul Rovia
- Xander Berkeley vai Gregory

### Diễn viên định kỳ
- Katelyn Nacon vai Enid
- Khary Payton vai Ezekiel
- Steven Ogg vai Simon
- Karl Makinen vai Richard
- Jason Douglas vai Tobin
- Logan Miller vai Benjamin

*Không xuất hiện trong tập này
**Chỉ có mình giọng nói

### Các diễn viên phụ khác
- Jordan Woods-Robinson vai Eric Raleigh
- Cooper Andrews vai Jerry
- Carlos Navarro vai Alvaro
- Peter Zimmerman vai Eduardo
- Karen Ceesay vai Bertie
- Macsen Lintz vai Henry
- Ilan Srulovicz vai Wesley
- Brett Gentile vai Freddie
- Jeremy Palko vai Andy

## Cái chết trong tập
- Không có

## Đánh giá
Tập phim nhận được phản hồi tốt từ giới phê bình, với 88% trong số 33 bài đánh giá trên trang Rotten Tomatoes là mang tính tích cực. Hầu hết các chuyên gia đều đánh giá cao việc mạch truyện đã được cải thiện khá nhiều so với nửa đầu Phần 7. Jeff Stone từ trang IndieWire nhận định: "Một tin tốt là mạch truyện của "Rock In The Road" đi khá nhanh. Bên cạnh đó là cảnh hành động với zombie khá mới lạ. Ta cũng không phải nhìn thấy Negan ở bất kỳ cảnh nào trong tập. Đây quả là một quãng nghỉ đáng mừng sau hơn 8 tập liên tiếp của nửa đầu mùa phim mang bầu không khí đầy tra tấn".

## Bên lề
- Tên của tập phim - "Rock In The Road" đến từ câu chuyện cổ tích mà Rick kể với Ezekiel trong tập, nói về một cô bé được đổi đời sau khi bỏ nhiều sức lực & thời gian để loại bỏ một tảng đá làm chướng ngại giữa đường và phát hiện ra một túi vàng bên dưới nó. Hình ảnh "tảng đá trên đường" bị nhiều người phớt lờ tượng trưng cho những khó khăn trở ngại, để rồi sau khi loại bỏ được nó, tương lai đầy tươi sáng sẽ rộng mở. Ở đây, Rick ám chỉ đến The Saviors, những kẻ ngang nhiên gây họa cho người khác nhưng vẫn cứ thế tồn tại. Để loại bỏ được chúng chắc chắn cũng sẽ phải mất rất nhiều sức lực & thời gian.
- Tập phim này có thời lượng phát sóng trên truyền hình là 73 phút (bao gồm cả quảng cáo), dài hơn nếu so với một tập phim thông thường có độ dài 60 phút.
- Tập phim có sử dụng một số nội dung trong Chương 108 và 109 của bộ truyện tranh.
- Tập phim này được dùng để tưởng nhớ James Heltibridle, một thành viên của đoàn làm phim The Walking Dead vừa mất không lâu trước đó.[3]
- Những lời mà Ezekiel đọc cho Henry được lấy ra từ bài diễn văn "I Have A Dream" của nhà hoạt động nhân quyền Martin Luther King Jr. (hay thường được gọi tắt là "King"). Khi Ezekiel nói với Benjamin rằng: "Nhà vua (King) sẽ rất tự hào", ông vừa ám chỉ sự tự hào của mình dành cho cậu, vừa ám chỉ đến Martin Luther King Jr.
- Khi cha xứ Gabriel mở cuốn sổ ghi chép thông tin trong kho đồ của Alexandria, một hình vẽ của cây gậy Lucille có thể được nhìn thấy.
- Gregory nói nhầm tên Maggie thành "Margaret" trong tập này. Đây là lần thứ 3 ông ta nhầm lẫn tên của cô, trước đó trong hai tập "Knots Untie" và "Go Getters", Gregory đã lần lượt gọi Maggie là "Natalie" và "Marsha".
- Các cảnh trên đường cao tốc nơi nhóm Rick phát hiện ra chiếc bẫy bằng thuốc nổ của The Saviors được thực hiện trên cùng đường cao tốc nơi đã quay cảnh đầu Phần 2 khi nhóm nhân vật chính lạc mất Sophia.
- Đây là tập phim có cái chết của nhiều xác sống nhất bị giết trong khoảng thời gian ngắn nhất, với hơn 300 xác sống bị giết bởi Rick và Michonne.
- Hai trong số những diễn viên quần chúng trẻ em xuất hiện ở The Kingdom trong tập là Deven và Alyssa, con trai và con gái của nhà đạo diễn tập này - Greg Nicotero.